# HS2000
HS2000 (Hrvatski Samokres 2000), poluautomatski pištolj koji se prodaje pod tim nazivom na domaćem tržištu i tržištima izvan SAD-a, dok se na američkom tržištu prodaje pod imenom Springfield Armory XD ("X-treme Duty").

### Povijest i opis pištolja
Godine 1999. u karlovačkoj tvrtki HS Produkt su u suradnji s institutima u Hrvatskoj i Fakultetom strojarstva i brodogradnje i savjetima iz MORH-a uspjeli proizvesti novi pištolj, koji je svojim konstrukcijskim rješenjima, malom težinom i velikom pouzdanošću pri rukovanju dobio priznanja vojske i policije. Svi dijelovi hrvatskog samokresa, osim njemačke cijevi se proizvode u Hrvatskoj.
Prvi ugovor je HS Produkt sklopio s američkom tvrtkom Intrac Arms Int. S obzirom na to da je HS 2000 od početka slovio kao izuzetno kvalitetan pištolj, koji podjednako odgovara i dešnjacima i ljevacima, nakon godinu dana ispitivanja HS Produkt je potpisao ugovor s jednom od najpoznatijih tvrtki za proizvodnju kratkog i dugog pješačkog naoružanja Springfield Armory. Od tada se na američkom tržištu pojavljuje pod nazivom SA-XD, gdje kratica XD označava da se radi o pištolju za službene svrhe, koji može izdržati najekstremnije uvjete. Svoju kvalitetu potvrdio je i dobivanjem titule pištolja 2002. godine koja je dodijeljena po izboru specijaliziranih časopisa za oružje poput Handgunnera, Guns Magazinea, Guns & Ammoa, te ga je NRA (eng. National Rifle Association, hrv. Nacionalni strijeljački savez) proglasila najboljim pištoljem 2003. i 2006. godine.

## Dizajn
Od svoga predstavljanja HS-2000 privukao je pozornost stručnjaka koji su u njemu prepoznali potencijal dostojan najboljih pištolja tada dostupnih na tržištu. 
Novim pištoljem tvornica napušta tradicionalne konstrukcije oružja s kokotom u korist konstrukcija koje opaljuju pomoću udarača. Prvi put u povijesti hrvatske proizvodnje oružja uporabljen je polimer da bi se dodatno ojačala i olakšala konstrukcija novoga pištolja. HS-2000 suvremen je pištolj velikog kapaciteta spremnika te specifičnog jednostrukog djelovanja otponca. Pripada kategoriji tzv. pištolja "napuni i zaboravi". To znači da je vrlo jednostavan za rukovanje i opremljen svim sigurnosnim elementima te za opaljenje nije potrebno otkočiti nikakvu kočnicu kao na pištoljima klasičnih konstrukcija, već samo povući okidač. HS-2000 posjeduje tri međusobne neovisne kočnice, i to kočnicu na hrptu rukohvata, u stručnoj literaturi poznatoj kao "dabrov rep" (posebice po primjeni na čuvenom Coltovu pištolju M1911), pasivnu blokadu udarne igle i predokidač kao svojevrsnu kočnicu samog okidača. Osnovna ideja konstruktora bila je osloboditi pištolj suvišnih poluga te maksimalno pojednostaviti rukovanje njime tako da posjeduje samo jednu polugu za rastavljanje i malenu tzv. klizno-otpusnu polugu koja služi za zaustavljanje i otpuštanje navlake iz stražnjeg u prednji položaj. Obje ne strše i ne narušavaju skladnu liniju cijelog pištolja. HS-2000 jednako je pogodan za ljevake i dešnjake. 
HS-2000 posjeduje pokazivač metka u cijevi i pokazivač napetosti udarne igle tako da strijelac u svakom trenutku vizualnim pregledom može utvrditi nalazi li se metak u cijevi i je li igla u napetom ili opuštenom položaju. Ovu odliku vrlo cijene policijski djelatnici jer sprečava neželjena opaljenja. HS-2000 početno se izrađivao u tri kalibra i to 9 mm PARA, .40 Smith & Wesson i .357 SIG dok su naknadnim razvojem modela uvedena još dva kalibra i to .45 ACP i .45 GAP. Uvođenje novih kalibara i više različitih novih modela dovelo je do potrebe za novom klasifikacijom, to više jer se pištolj HS-2000 na američkom tržištu prodavao pod imenom XD što je engleska kratica za eXreme Duty (hrv. ekstremna dužnost). Nova klasifikacija trebala je pomoći boljem razumijevanju i identifikaciji modela te lakšoj orijentaciji kupaca prilikom kupovine oružja. S obzirom na to da se u SAD-u pištolj HS-2000 prodavao pod oznakom XD, za to se tržište osnovnoj oznaci XD počela dodavati brojčana oznaka koja je označavala kalibar pa se tako pištolj kalibra 9 mm PARA prodavao pod imenom XD-9, onaj u kalibru .40 Smith&Wesson pod imenom XD-40 itd. Isto načelo primijenjeno je i za tržišta izvan SAD-a gdje se pištolj ne prodaje pod oznakom XD, već pod oznakom HS s pridodanim numeričkim oznakama kalibra te je tako pištolj kalibra 9 mm PARA označen kao HS-9 itd. 
Izvanredni prodajni rezultati i ugled koji su priskrbili pištolji linije HS/XD omogućili su razvoj novog modela pištolja, koji bi bio kompletniji od starijih modela oslanjajući se u svojoj osnovi upravo na njihovu bazu.
Pištolji konstrukcije HS/XD prolazili su opsežan razvojni put, a konačni je proizvod upravo pištolj XDM, najnoviji i najbolji u širokoj paleti ponude karlovačkog HS Produkta.

## Korisnici
- Bosna i Hercegovina: Oružane snage.
- Dominikanska Republika: Oružane snage.
- Hrvatska: Oružane snage Republike Hrvatske i MUP RH.
- Irak: 10 000 pištolja za iračku policiju.
- Indonezija: Oružane snage.
- Sjeverna Makedonija: Oružane snage.
- Malezija: Oružane snage.
- SAD: Izdano i odobreno nekolicini policijskih odjela.
- Tajland: Oružane snage.
- Tunis

## Vanjske poveznice
- Službena stranica Springfield Armory
- Test izdržljivosti
- NRA's Handgun of the Year for 2003
- Priručnik za vlasnike XDM-a (na engleskom jeziku)  Arhivirana inačica izvorne stranice od 24. svibnja 2013. (Wayback Machine)